# Gârbovăț (okręg Caraș-Severin)
Gârbovăț – wieś w Rumunii, w okręgu Caraș-Severin, w gminie Bănia. W 2011 roku liczyła 618 mieszkańców. 